# Fred Poulin
Alfred Poulin dit Fred Poulin (état-civil inconnu) est un journaliste, un dramaturge et un acteur suisse des années trente.

## Biographie
Établi à Genève, Alfred Poulin est d'abord journaliste et dramaturge,,, avant de jouer dans quelques films en France.

## Filmographie
- 1937 : Paris de Jean Choux
- 1937 : La Pocharde de Jean Kemm et Jean-Louis Bouquet : l'avocat général
- 1939 : Cas de conscience / Le créancier de Walter Kapps : le speaker
- 1939 : Nord-Atlantique de Maurice Cloche
- 1939 : Le Château des quatre obèses d'Yvan Noé : Fred